# Heiloo
Heiloo (del holandés heilige loo, "bosque sagrado") es una comuna y una ciudad ubicada en la provincia de Holanda Septentrional, en los Países Bajos. La comunidad forma parte de la región de cooperación de Kennemerland y se encuentra en al región histórica del Frisia Oriental.
El Nombre se le dio por un milagro que hacia el año 690 d. C. realizó San Villibrordo en este lugar. Su ayuntamiento es del año 1926 y su capilla se remonta al siglo XII. A esta capilla se la conoce como  Onze Lieve Vrouwe ter Nood cuya traducción aproximada es nuestra necesitada señora.
La población de la ciudad creció rápidamente en los años 1950 y 1960, gracias a la llegada de muchos residentes de Ámsterdam que se establecieron aquí. Hoy en día, muchos de sus habitantes trabajan y van a la escuela en la vecina localidad de Alkmaar.

## Localidades dentro de la comuna
Capital:
- Heiloo

Caseríos:
- Bollendorp
- Kaandorp
- Kapel
- Oosterzij

## Política
El ayuntamiento de Heiloo posee 19 escaños, repartidos de la siguiente forma:
- Heiloo 2000: 5 escaños.
- VVD: 5 escaños.
- CDA 3 escaños.
- PvdA 3 escaños.
- Izquierda Verde (Países Bajos): 2 escaños.
- NCPN: 1 escaño.

## Conexiones de ferrocarril
Heiloo está conectada a la red de ferrocarriles holandesa a través de su estación. Desde ella podemos llegar a las poblaciones de Alkmaar, Hoorn, Uitgeest, Zaandam, Ámsterdam, Utrecht, Bolduque, Eindhoven, La Haya, Weert, Roermond, Maastricht y Heerlen entre otras.
También se puede llegar a Zaanse Schans, yendo primero a Uitgeest y tomando luego un enlace en  Koog-Zaandijk
Como dato de interés turístico cabe destacar que en la línea de ferrocarril entre Heiloo y Limmen existe una segunda parada; se usa una vez al mes para llevar a los peregrinos a la cercana capilla de nuestra necesitada señora. Esta capilla del siglo XII da nombre a la parada desde 1914. Antes se llamaba Runxputte. Una de sus plataformas fue demolida por razones de seguridad en 1997.

## Personas nacidas en Heiloo
- Jos Brink (1942-2007), figura del teatro y la televisión.
- Maarten van Roozendaal (3 de mayo de 1962), cantante holandés.